# Ciparske zračne snage
Ciparske zračne snage (grč. Διοίκησης Αεροπορίας Κύπρου) je grana oružanih snaga Nacionalne garde Republike Cipar. Zračne snage obuhvaćaju ratno zrakoplovstvo i protuzračnu obranu. Njihov zadatak je osiguranje suverenosti zračnog prostora Republike Cipar te pružanje zrakoplovne potpore drugim granama u provedbi njihovih zadaća u zajedničkim operacijama.
Ciparske zračne snage nemaju vlastite borbene avione i lovce, nego se sastoje od helikopterskih eskadrona (jurišno i protu-tenkovsko djelovanje te potraga i spašavanje), zemlja-zrak projektila, radarskih sustava i bespilotnih letjelica.
Budući da je istočni dio Cipra okupirala Turska 1974., taj dio zemlje čini međunorodno nepriznatu Tursku Republiku Istočni Cipar. Njihov zračni prostor štite turske zračne snage te nije pod jurisdikcijom Ciparskih zračnih snaga, koje štite zapadni dio otoka, odnosno Republiku Cipar.

## Trenutna organizacija zračnih snaga
Ciparske zračne snage trenutno se sastoje od dvije helikopterske eskadrile koje su opremljene i s IAI Searcher 2 bespilotnim letjelicama. Također, zračne snage imaju i Koordinacijski centar za traženje i spašavanje koji je opremljen s vlastitim helikopterima. Valja spomenuti da se helikopteri ciparske policije u vrijeme mira nalaze pod kontrolom posebne zapovjedne strukture.
Ciparske zračne snage sastoje se od:
- 449. protu-tenkovski helikopterski eskadron (grč. Μοίρα Αντιαρματικών Ελικοπτέρων),
- 450. helikopterski eskadron (grč. Μοίρα Ελικοπτέρων),
- Koordinacijski centar za traženje i spašavanje (grč. Κέντρο Συντονισμού Έρευνας – Διάσωσης).

U hitnim slučajevima, ciparski vojni zrakoplovi mogu djelovati iz međunarodnih zračnih luka Paphos i Larnaca, kao i na lokalnim autocestama koje su opremljene s betoniranim zonama za slijetanje.

## Zračne baze i stanice
- Zračna baza Papandreou, Paphos

Primarna zračna baza Ciparskih zračnih snaga, nalazi se pokraj međunarodne zračne luke Paphos. Baza ima vlastitu pistu, zrakoplovne hangare te integrirane zapovjedne, komunikacijske i kontrolne objekte.
- Zračna baza Lakatamia, Nikozija

Rezervna zračna baza Ciparskih zračnih snaga, nalazi se južno od ciparskog glavnog grada Nikozije. Baza najčešće služi za slijetanje helikoptera koji obavljaju misije izvan i na području Nikozije.
- Stanica Troodos

Nalazi se na istoimenoj najvećoj ciparskoj planini. Na njoj se nalaze radari i oprema za protu-zračnu obranu. Detalji o djelatnostima stanice nisu objavljeni javnosti.

## Naoružanje Ciparskih zračnih snaga

### Letjelice
| Letjelica               | Slika | Porijeklo              | Namjena                    | Model                      | U službi | Eskadron                                       | Baza        | Napomena |
| ----------------------- | ----- | ---------------------- | -------------------------- | -------------------------- | -------- | ---------------------------------------------- | ----------- | --- |
| Mi-35                   |       | Rusija                 | jurišni helikopter         | Mil Mi-35P "Black Panther" | 11       | 450. eskadron, 1. odred                        | Paphos      | Dostavljeno 12 helikoptera, ali 1 je izgubljen u nesreći 2006. Temeljna nadogradnja bit će obavljena 2010., s posebnim naglaskom na obrambene sustave i izvođenje noćnih operacija. |
| Aérospatiale Gazelle    |       | Francuska              | protu-tenkovski helikopter | SA-342L1 Gazelle           | 4        | 449. eskadron, 1. odred                        | Lakatamia   | 1987. naručeno je 6 helikoptera, a danas ih je 4 u službi. |
| Bell 206                |       | SAD                    | višenamjenski helikopter   | Bell-206L3 Long Ranger     | 2        | 449. eskadron, 2. odred                        | Lakatamia   | 1990. naručeno je 3 helikoptera (dva su naoružana sa 75 mm raketama a jedan je VIP helikopter za potrebe ciparske Vlade). Jedan helikopter izgubljen je u nesreći 2002.             |
| AgustaWestland AW139    |       | Italija                | višenamjenski helikopter   | AW139                      | 3        | koordinacijski centar za traženje i spašavanje | Paphos      | Od proizvođača AgustaWestland naručeno je 3 helikoptera za potrebe traženja i spašavanja. Helikopteri zahtijevaju nadogradnju za operacije noću i bolji oklop.                      |
| Pilatus PC-9            |       | Švicarska              | školski avion              | Pilatus PC-9M              | 1        | 450. eskadron, 2. odred                        | Paphos      | 1989. dostavljena 2 Pilatusa zajedno s opremom. Jedan je izgubljen u nesreći 2005.                                                                                                  |
| Britten-Norman Defender |       | Ujedinjeno Kraljevstvo | višenamjenski zrakoplov    | BN.2B-21 Maritime Defender | 1        | 450. eskadron, 2. odred                        | Paphos      | Dostavljen 1984. te je opremljen s topom od 12,4 mm, radarom i sustavom za ciljanje.                                                                                                |
| IAI Searcher 2          |       | Izrael                 | bespilotna letjelica       | IAI Searcher 2             | 2        | Bespilotni eskadron                            | Vojna tajna | Dostavljen 2002. Izvještaji govore o dvije bespilotne letjelice. |

## Protuzračna obrana
| Sustav              | Slika | Porijeklo | Namjena                                     | Model             | U službi    | Napomena |
| ------------------- | ----- | --------- | ------------------------------------------- | ----------------- | ----------- | --- |
| Buk M1              |       | Rusija    | sustav projektila zemlja-zrak               | Vojna tajna       | Vojna tajna | Buk je nabavljen preko Grčke tijekom 2006./07. |
| Tor                 |       | Rusija    | sustav projektila zemlja-zrak               | TOR-M1            | 12          | Prva serija od 6 komada nabavljena je preko Grčke 2000. Nova serija od 6 komada dostavit će se direktno iz Rusije 2011. |
| Aspide-330          |       | Italija   | sustav projektila zemlja-zrak               | Aspide-330        | 24          | Poluaktivni radar velikog dometa ("Othello") s rasponom od 18 km koristi se zajedno s TELAR-om i sustavom za kontrolu neba. Prva serija od 12 sustava Aspide-330 kupljena je 1980., dok je preostalih 12 sustava kupljeno 2006. Sustavi raspolažu s 200 projektila. |
| Mistral (projektil) |       | Francuska | projektil zemlja-zrak                       | Mistral Tranche 2 | 30          | Ciparske zračne snage opskrbljene su s "Alamo" modelom koji je montiran na terenska vozila zajedno s odvojenim radarskim sustavom. |
| Oerlikon            |       | Švicarska | protuzračni top s dvije cijevi od 35 mm     | GDF-005           | 30          | Koristi se zajedno s Contraves Skyguard i Aspide sustavima. |
| M55A3               |       | SFRJ      | protuzračni top s tri cijevi kalibra 20 mm. | ---               | 50          | |

### Povučeno oružje
| Sustav | Slika | Porijeklo | Namjena               | Model      | U službi | Napomena |
| ------ | ----- | --------- | --------------------- | ---------- | -------- | --- |
| S-300  |       | Rusija    | zemlja-zrak projektil | S-300 PMU1 | 2        | Dostavljen 1998., međutim oba sustava su iste godine prebačena na Kretu za potrebe grčke vojske. Razlog su bili turski politički pritisci. |

## Zračni incidenti između Cipra i Turske

### Prvi incident u Paphosu
22. listopada 2000. vojna baterija Ciparske nacionalne garde koja upravlja s Tor-M1 sustavom protuzračne obrane, u vojnoj zračnoj bazi Papandreou, radarom je otkrila turski avion koji se približavao zoni baze. Zbog toga je poduzeta tzv. akcija "locking-on". Avion je bio prisiljen povući se s područja, dok je taj incident oštro osudio vođa ciparskih Turaka, Rauf Denktash. On je u medijima izjavio da je "locking-on" provokacija koja bi mogla dovesti do rata.

### Drugi incident u Paphosu
Prema izvještajima ciparskih medija, vojni radari Ciparske nacionalne garde, stacionirani u vojnoj bazi Papandreou, u Paphosu, su pratili dva turska F-16 5. travnja 2002. u 11:00 sati. Dva turska vojna aviona preletjela su preko glavnog grada Nikozije a nakon toga, na visini od 3.500 stopa, direktno iznad zračne baze ciparskih Grka. Shvativši da su cijelo vrijeme praćeni, oba F-16 vratila su se u Tursku u svoju zračnu bazu.

## S-300
Cipar je s Rusijom 1996. potpisao sporazum o kupnji raketnog sustava S-300. Sustav je dostavljen na otok 1998., i to model S-300PMU-1. Međutim, zbog političke napetosti između Cipra i Turske te intenzivnog turskog pritiska uzrokovanog Ciparskom raketnom krizom (1997. – 1998.) sustav je prebačen na grčki otok Kretu.
19. prosinca 2007. Grčka je službeno postala vlasnik tog sustava, dok su se Ciparske zračne snage zauzvrat opremile s više Buk M1 i Tor M1 raketnih sustava.

## Vanjske poveznice
- Ciparska nacionalna garda
- Aeroflight.co.uk
- Scramble.nl
- Tom Cooper "Cyprus, 1955-1973" (ACIG Journal)  Arhivirana inačica izvorne stranice od 6. lipnja 2011. (Wayback Machine)
- Tom Cooper & Nicholas Tselepidis "Cyprus 1974" (ACIG Journal)  Arhivirana inačica izvorne stranice od 9. listopada 2014. (Wayback Machine)
- Protuzračna obrana Cipra